# اليمين الغموس
اليمين الغموس هي التي يتعمد صاحبها الحلف على الكذب، سميت غموسا لأنها تغمس الحالف في الإثم وقيل تغمسه في النار.

## حكم اليمين الغموس
- هو من كبائر الذنوب التي لا تجب فيها الكفارة عند جمهور الفقهاء الحنفية والمالكية والحنابلة.[2]
- اتفق الفقهاء الأربعة على أن كفارتها تكون بالتوبة والاستغفار، مع مراعاة شروط التوبة.
- ذهب الشافعية ووافقهم ابن تيمية والحنابلة على جواز الكفارة مع التوبة والاستغفار.[2]

## الآيات والأحاديث الواردة فيها
- قال الله تعالى: ﴿إِنَّ الَّذِينَ يَشْتَرُونَ بِعَهْدِ اللَّهِ وَأَيْمَانِهِمْ ثَمَنًا قَلِيلًا أُولَئِكَ لَا خَلَاقَ لَهُمْ فِي الْآخِرَةِ وَلَا يُكَلِّمُهُمُ اللَّهُ وَلَا يَنْظُرُ إِلَيْهِمْ يَوْمَ الْقِيَامَةِ وَلَا يُزَكِّيهِمْ وَلَهُمْ عَذَابٌ أَلِيمٌ ۝٧٧﴾ [آل عمران:77]
- قال رسول الله ﷺ «من حلف على يمين وهو فيها فاجر ليقتطع بها مال امريء مسلم لقي الله تعالى وهو عليه غضبان»[3]
- قال رسول الله ﷺ «من اقتطع حق امريء مسلم بيمينه فقد أوجب الله له النار وحرم عليه الجنة فقال رجل وإن كان يسيرا قال وإن كان قضيبا من أراك» وقضيب الأراك هو عود شجر الأراك هو السواك.[4]